# Irány – Szociáldemokrácia
Az Irány – Szociáldemokrácia (szlovákul: Smer – sociálna demokracia, röviden SMER-SD) egy kommunista gyökerű, baloldali populista párt Szlovákiában, a szlovák posztkommunista baloldal vezető pártja, mely kormányzása alatt számos magyarellenes intézkedést hozott. Elnöke Robert Fico szlovák miniszterelnök. A Csehszlovákia Kommunista Pártja szlovákiai utódpártjából, a Demokratikus Baloldal Pártjából (SDĽ) vált ki, így a pártrendszerben betöltött szerepe a magyarországi Demokratikus Koalícióhoz (DK) hasonlítható.
A pártot Robert Fico, az SDĽ addigi alelnöke alapította, miután kilépett az SDĽ-ből. Kezdetben a Harmadik Út pártjaként határozta meg magát. A szociáldemokrácia jelzőt 2005-ben vette fel, miután összeolvadt több kisebb balközép párttal. Alapítása óta három koalíciós kormányt (2006–2010, 2016–2020, 2023-) és egy egypárti kormányt (2012–2016) alakított. A Smer a kormányzása alatt folytatta Szlovákia európai integrációját, visszavonta a korábbi jobbközép kormányok néhány gazdasági reformját, és különféle szociális jóléti intézkedéseket vezetett be. A Smer vezette kormányokat ugyanakkor több politikai korrupciós botránnyal összefüggésbe hozták, és az elemzők azzal vádolják őket, hogy kormányzása a jogállamiság meggyengülését eredményezte Szlovákiában.
A 2020-as szlovákiai parlamenti választás után ellenzékbe szorult a Smer. Ezután a szlovák hatóságok széles körű politikai korrupciós ügyek vizsgálatába fogtak, amelyekben a Smer számos politikusa és a párthoz köthető magas rangú tisztségviselők is érintettek. A 2020 júliusában megtartott pártkongresszuson egy jelentős belső szakadást követően (amely a Hlas párt megalakulását eredményezte) Fico bejelentette, hogy áttér „a szlovák valóság sajátosságait felfogó rusztikus szociáldemokráciára” – jelentsen ez akármit. A 2020 utáni Smer álláspontja a kritikák szerint szélsőségesen nacionalista, soviniszta, populista és ruszofil.
A Smer a kormányzása alatt számos magyarellenes, szlovákosító intézkedést vezetett be: betiltották a felvidéki magyarok számára a kettős állampolgárság lehetőségét, a szlovák nyelvtörvény módosításával jelentősen korlátozták a magyarok anyanyelvhasználatát, megerősítették a magyarok kollektív bűnösségét rögzítő Beneš-dekrétumokokat, a szlovákiai magyar iskolákban használt tankönyvekbe szlovákul kerültek be a helységnevek, emellett történelemhamisító állítások kerültek be a történelemtankönyvekbe.
Robert Fico kormánya az önkormányzatok finanszírozását úgy változtatta meg, hogy az egyes önkormányzatoknak jutó állami támogatás mértékét befolyásolja az adott település tengerszint feletti magassága. Szlovákiában a magyarok döntően az ország déli, nagyrészt alacsonyan fekvő területén élnek, míg a szlovákok jellemzően az északabbi, hegyvidéki területeken, így a magyar többségű települések jelentősen kisebb bevételre jogosultak a szlovák többségű településeknél.
2008-ban Dunaszerdahelyen egy mérkőzésen ok nélkül brutálisan megverték a rendőrök a DAC futballcsapat szurkolóit, közülük többen életveszélyes állapotba kerültek. 2009-ben kitiltották Szlovákiából Sólyom László akkori köztársasági elnököt. 2010-ben a pozsonyi várudvaron I. Szvatopluk morva fejedelmet ábrázoló szobrot állítottak fel, melyen a zsidók deportálásában részt vevő, nácibarát Hlinka-gárda szimbóluma látható. A szobrot Ján Kulich szobrászművész készítette, aki a kommunista diktatúra idején a párt udvari művésze volt.
Malina Hedviget 2006-ban ismeretlenek megverték Nyitrán, mert magyarul beszélt mobiltelefonjába az utcán. Az eset után alig két héttel Robert Fico akkori miniszterelnök és Robert Kaliňák akkori belügyminiszter sajtótájékoztatón jelentette be, hogy a rendőrség leállítja a nyomozást, mert állításuk szerint a lány kitalálta az egész történetet. Később újságírók áttanulmányozták a nyomozás anyagait, és kiderítették, hogy Kaliňák olyan „bizonyítékokat” hozott fel, amelyek a kihallgatási jegyzőkönyvben egyáltalán nem szerepelnek. 2007 májusában vádat emeltek Malina Hedvig ellen hamis tanúzás és hamis eskütétel miatt, mely miatt akár öt év szabadságvesztésre is számíthatott. Malina Hedvig 2016 februárjában kérvényezte, hogy ügyét magyarországi bíróságnak adják át, amely két évvel később felmentette őt a rágalmak alól. Az elkövetőket, akik megverték őt, soha nem fogta el a szlovák rendőrség.

## Története

### Az alapítás és a korai évek (1999–2006)
A párt eredeti neve Irány (szlovákul: Smer). 1999. november 8-án alakult, a posztkommunista Demokratikus Baloldal Pártjából (SDĽ) kiszakadva, amely 1998 és 2002 között a kormánykoalíció része volt. A Smer fokozatosan erősödött, miközben az SDĽ népszerűsége folyamatosan csökkent. A Smer a 2002-es szlovákiai parlamenti választáson mérettette meg magát először. Volt olyan közvélemény-kutatás, mely 18,7 százalékos támogatottsággal első helyre mérte a Smert, ennek ellenére csak a harmadik helyen végzett 13,46%-os eredménnyel, a 150 kiosztható mandátum közül 25-öt sikerült megszereznie. 2003-ban a párt neve Irány (harmadik út)-ra változott (szlovákul: Smer (tretia cesta)) és a Polgári Egyetértés Pártja beolvadt a Smerbe.
2005. január 1-jén a Smer egyesült három kis szociáldemokrata párttal, így a 2006-os választás idejére gyakorlatilag az egyetlen számottevő baloldali párttá vált Szlovákiában. A három beolvadt párt:
- Demokratikus Baloldal Pártja (SDĽ) – a Csehszlovákia Kommunista Pártjának szlovákiai jogutódja; ebből a pártból vált ki a Smer 1999-ben, így az újraegyesüléssel lényegében helyreállt a szlovák posztkommunista baloldal folytonossága.
- Szociáldemokrata Alternatíva (Sociálnodemokratická alternatíva) – ez a párt szintén az SDĽ-ből szakadt ki, valamivel a Smer után.
- Szlovákia Szociáldemokrata Pártja (Sociálnodemokratická strana Slovenska) – 1990-ben alapították; vezetőjéről, Alexander Dubčekről ismert.

A Smer felvette a nevébe a szociáldemokrácia jelzőt. A párt a 2006-os szlovákiai parlamenti választást megnyerte, majd koalícióra lépett a magyarellenes, soviniszta Szlovák Nemzeti Párttal (SNS). Később 2016-ban újabb koalíciót kötött az SNS-szel.

### A Smer első kormányzása (2006–2010)
A 2006-os szlovákiai parlamenti választáson a párt a népszavazatok 29,14%-ával első helyen végzett, a 150 mandátumból pedig 50-et szerzett. A választást követően a Smer koalíciós kormányt alakított a Néppárt – Demokratikus Szlovákiáért Mozgalommal (HZDS) és az soviniszta Szlovák Nemzeti Párttal (SNS).
2006. október 12-én a Smer tagságát felfüggesztették az Európai Szocialisták Pártjában (PES). A párt felfüggesztéséről szóló határozat kifejezetten hivatkozott a PES „A modern, pluralista és toleráns Európáért” című, a PES kongresszusa által 2001-ben Berlinben elfogadott nyilatkozatra, amely kimondja, hogy „a PES valamennyi pártja betartja a következő elveket... [és ] tartózkodik mindenféle politikai szövetségtől vagy együttműködéstől minden szinten bármely politikai párttal, amely faji vagy etnikai előítéleteket és faji gyűlöletet szít vagy megkísérel szítani.” Poul Nyrup Rasmussen, a PES elnöke a The Slovak Spectatornak így nyilatkozott: „Társaink többsége szilárdan kiállt értékeink mögé, amelyek szerint a szélsőjobboldallal koalíciót alkotni elfogadhatatlan.” A pártot 2008. február 14-én fogadták vissza, miután elnöke, Fico és az SNS vezetője, Ján Slota levélben vállalta, hogy tiszteletben tartja az európai értékeket, az emberi jogokat és minden etnikai kisebbséget.

### Újra ellenzékben (2010–2012)

A Smer 2005-től 2019-ig használt logója, amelyet piros, narancssárga és zöld változatban is használtak

Bár a 2010-es szlovákiai parlamenti választáson a Smer szerezte meg a legtöbb szavazatot, közel 20 százalékpontos előnnyel a második helyen végzett Szlovák Demokratikus és Keresztény Unió – Demokrata Párt (SDKÚ-DS) előtt, mégsem tudtak kormányt alakítani, mert a koalíciós partnereik, az SNS és a HZDS jelentős veszteséget szenvedtek el. A szavazatok 34,79%-át szerezte meg a Smer, mely a 150 mandátumból 62-t biztosított a szlovák Nemzeti Tanácsban, de a HZDS nem lépte át az 5%-os küszöböt, elveszítve az összes mandátumukat, míg az SNS mandátumszáma pedig 20-ról 9-re csökkent; kétpárti Smer-SNS koalíciónak nem lett volna parlamenti többsége, a parlamentbe jutott jobbközép pártok közül pedig egyik sem kívánt koalíciót kötni a Smerrel. A négy addig ellenzékben lévő jobbközép párt (az SDKÚ-DS, a Szabadság és Szolidaritás (SaS), a Kereszténydemokrata Mozgalom (KDH) és a Most–Híd) közösen alakított kormányt.

### Újra kormányon (2012–2020)

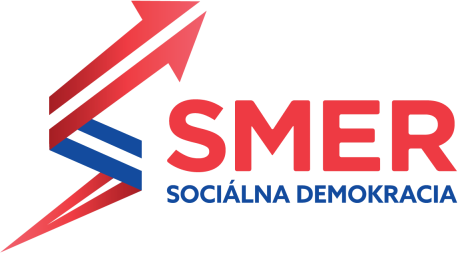
A párt 2019-től 2021-ig használt logója

A 2012-es szlovákiai parlamenti választáson a Smer a szavazatok 44,41%-át szerezte meg, mellyel 83 mandátumot szerzett a 150-ből a pozsonyi törvényhozásban, így egyedül tudott kormányt alakítani. Fico második kormánya volt az első egypárti kormány Szlovákia 1993-as függetlenné válása óta. A 2014-es európai parlamenti választáson viszont jelentősen gyengébb eredményt ért el a Smer: a szavazatoknak mindössze 24,10%-át szerezte meg, bár a jobboldal töredezettsége miatt ez még mindig elég volt az első helyhez. Az összesen kiosztható 13 mandátumból 4-et szerzett meg a Smer.
2016 elején a tanárok és az ápolónők év eleji sztrájkja miatt jelentősen csökkent a Smer támogatottsága. A 2016. március 5-ei parlamenti választáson a szavazatok 28,28%-ával a 150 mandátumból 49 képviselő helyet szerzett meg a párt. Ez elég volt az első helyhez, de harmadával kevesebb szavazatot jelentett a 2012-es választáshoz képes, egypárti kormányt pedig immár a Smer nem tudott alakítani, hanem koalíciós partnerekre volt szüksége a pártnak. A Most–Híd, #HÁLÓ és a Szlovák Nemzeti Párt lettek a Smer koalíciós partnerei. Robert Fico miniszterelnök a Ján Kuciaknak és menyasszonyának 2018-as meggyilkolását követő politikai válság nyomán lemondott, helyét Peter Pellegrini vette át. Fico azonban továbbra is a Smer elnöke maradt.

### Ismét ellenzékben (2020–2023)
A párt a 2020-as szlovákiai parlamenti választáson 18,29%-ot ért el, ami mintegy harmadával kisebb a 2016-os választáson elért eredményhez képest, és a 2002-es választás óta ez volt az első olyan választás, amelyen nem a Smer végzett az első helyen; a választást az Egyszerű Emberek és Független Személyiségek (OĽaNO) nyerte meg. A párt 38 képviselői helyet szerzett a szlovák a parlamentben. A választás után a Smer ellenzékbe szorult. Peter Pellegrini addigi miniszterelnököt a Smer frakcióvezetőjévé és az Országos Ellenzéki Tanács alelnökévé választották. 2020 májusában a Smer két képviselője (Ján Podmanický és Marián Kéry) „értékpolitikai platformot” alapított a neonáci Marian Kotleba vezette A Mi Szlovákiánk Néppárt (ĽSNS) jelöltjeként megválasztott KDŽP képviselőivel. Emiatt Pellegrini élesen bírálta őket, míg Fico Podmanickýt mosdatta. 2020 májusában Podmanický is kilépett a Smer képviselőcsoportjából, miután saját soraiból bírálták.
Peter Pellegrini – aki akkor a Smer alelnöke volt – 2020 áprilisában bejelentette, hogy a Smer legnépszerűbb politikusaként pályázik a pártelnöki posztra, mivel a 2020-as választáson 170 ezerrel több preferenciális szavazatot szerzett, mint  Robert Fico. Fico elutasítóan reagált, és azt mondta, hogy nem áll szándékában lemondani, és szeretne továbbra is a párt élén maradni, míg Pellegrini fokozatosan egyre keményebb kritikákat fogalmazott meg Ficóval szemben. Pellegrini bírálta, hogy a választás óta nem ülésezett a párt elnöksége, és nem volt ismert a következő elnökségi ülés időpontja. Pellegrini a tisztújítás mielőbbi megtartását követelte, míg Fico ragaszkodott ahhoz, hogy a jelölőgyűlésre csak 2020 decemberében kerüljön sor.
Pellegrini 2020 júniusában Besztercebányán egy sajtótájékoztatón bejelentette, hogy lemond a Smer alelnöki tisztségéről, és a közeljövőben kilép a pártból. Felvázolta egy új párt, a Hang – Szociáldemokrácia (szlovákul Hlas – sociálna demokracia, röviden HLAS-SD) megalakulását is, amelynek szerinte szociáldemokratának kell lennie, de nem hajlandó liberálisnak lenni. Ekkortájt Fico már felajánlotta Pellegrininek a pártelnöki posztot, feltéve, hogy fenntartja Fico befolyását a pártban, ezt az ajánlatot azonban Pellegrini elutasította. A FOCUS közvélemény-kutató intézet ekkor készült felmérésben a válaszadók 21,4%-a nyilatkozott úgy, hogy Pellegrini új pártjára szavazna, míg mindössze 9,6% nyilatkozta azt, hogy párszakadás után is a Smerre szavaznának. A Pellegrini távozásának bejelentése után egy héttel tartott sajtótájékoztatón további 10 képviselő jelentette be, hogy kilép a pártból, köztük Peter Žiga és Richard Raši alelnökök, Denisa Saková elnökségi tag, valamint régi képviselők és párttagok. Egyúttal Pellegrinivel együtt a sajtótájékoztatón bejelentették egy új szociáldemokrata párt létrehozását, amelyhez csatlakoznak. Grigorij Mesezsnyikov politológus feltételezte, hogy a Pellegrini-csoport távozása után a Smer tovább mozdulhat balra, a radikálistól a kommunista baloldalig.

### Ismét kormányon (2023-tól napjainkig)
A 2023-as előrehozott választást a Smer megnyerte, és koalíciót kötött a Hlas–SD-vel és az SNS-szel. 2023. október 25-étől Robert Fico ismét Szlovákia miniszterelnöke lett. A 2024-es szlovákiai elnökválasztáson a Smer által is támogatott Peter Pellegrinit államelnökké választották. Győzelmük után elkezdték lebontani azokat az intézményeket, illetve eltávolítani vezetőiket, amelyek a Kuciak-gyilkosság utáni nyomozást vezették, az ez ellen tiltakozó civileket és ellenzékieket pedig a hazaáruló és a háborúpárti címkékkel igyekszik stigmatizálni a kormányzati kommunikáció.

## Ideológia és politika

### Gazdaságpolitika
A Smer gazdaságilag baloldali politikát hirdet.

### Külpolitika
A Smer azt állítja, hogy támogatja Szlovákia európai uniós és NATO-tagságát, de gyakran vádolják azzal, hogy ruszofil és euroszkeptikus álláspontot képvisel a külpolitikával kapcsolatban. A párt erős nyugatellenes és különösen Amerika-ellenes propagandát folytat.
Az orosz–ukrán háborúval kapcsolatban a Smer az Ukrajnának nyújtott katonai segítségnyújtás megszüntetésének, valamint az Oroszország büntetlenül hagyásának híve. Az Ukrajna elleni orosz inváziót „az Egyesült Államok és Oroszország közötti proxy háborúnak” igyekszik beállítani, amely állításuk szerint „Oroszország nemzeti érdekeit fenyegeti”. A párt azt propagálja, hogy „Ukrajna tehet arról, hogy Oroszország megtámadta Ukrajnát”.
Külpolitikai kiáltványában a Smer elnéző a totalitárius diktatúrákat működtető hatalmakkal szemben. Megértésre szólít fel azokkal az országokkal, amelyek „a parlamentáris demokráciától eltérő államformával rendelkeznek”, utalva a kommunista Kínára és Vietnámra. Robert Fico, a párt vezetője miniszterelnöksége idején méltatta mindkét kommunista diktatúra politikai rendszerét, és ehhez képest a demokráciát ügyetlennek és versenyképtelennek minősítette. 2007-ben Fico hivatalos állami látogatást tett Líbia akkori, tömeggyilkos diktátoránál, Moammer Kadhafinál. Fico állítása szerint a találkozót „a világimperializmus elleni harc megvitatása érdekében” szervezték.

### Társadalompolitika
A párt vezető politikusai dezinformációkat és konteókat terjesztenek.
A 2015-ös európai migrációs válság idején a párt vezetője, az akkor miniszterelnök Robert Fico kijelentette, hogy a kormány minden egyes muszlimot megfigyel, aki a Szlovák Köztársaság területén tartózkodik. 2016-ban Fico kijelentette, hogy az iszlámnak nincs helye Szlovákiában. Fico 2021-ben arra szólította fel a muszlim vallású Jozef Lenč politológust a Smer nevében, hogy ne dolgozzon politológusként egy keresztény országban.
2019-ben Fico kiállt a neonáci ĽSNS parlamenti képviselője, Milan Mazurek mellett, akit nemzetiségi és faji hovatartozást, valamint meggyőződést sértő rágalmazás szándékos bűntettéért ítéltek el. A Smer 2022-ben támadta a rászorulók átfogó kompenzációs szociális juttatásáról szóló javaslatot, mert abból esetleg cigányok is részesülhetnek.

## Finanszírozás
A legtöbb szlovákiai párthoz hasonlóan a Smer is erősen támaszkodik az állami pártfinanszírozásra. A párt a következő összegeket kapta az egyes években a szlovák államtól (zárójelben az állami támogatás százalékos aránya az összfinanszírozáson belül):
- 2006: 4750 millió euró (94,48%)
- 2007: 1653 millió euró (78,42%)
- 2008: 1653 millió euró (81,55%)
- 2009: 1652 millió euró (59,10%)
- 2010: 6853 millió euró (85,02%)
- 2011: 2711 millió euró (88,56%)
- 2012: 11 143 millió euró (97,88%)
- 2013: 3691 millió euró (94,04%)

## Kritikák

### Korrupció
A pártot több szlovákiai korrupciós üggyel kapcsolatba hozták. A 12 év alatt, amíg hatalmon volt, a média több mint 30 olyan korrupciós ügyről számolt be, melyben a Smer politikusai érintettek.
Robert Fico nem szokott érdemben válaszolni, ha pártja korrupciós ügyeiről kérdezik, helyette politikai ellenfelei állítólagos ügyeire mutogat. Fico nem egyszer verbálisan támadta a médiát vagy magát az újságírót, aki feltette ezeket a kérdéseket. A Smer néhány prominens tagja a korrupciós ügyekre reagálva – különösen a 2010-es években – elismerte, történtek korrupciós esetek a múltban, és hibáztak, ugyanakkor tagadták, hogy kormányzásuk alatt magas volt az állami korrupció mértéke.

## A párt elnökei
| Név            | hivatal kezdete | hivatal vége   |
| A Smer elnökei | A Smer elnökei  | A Smer elnökei |
| -------------- | --------------- | -------------- |
| Robert Fico    | 1999.           | hivatalban     |

## Választási eredmények

### Parlamenti választások
| Választás | Szavazatok száma | Szavazatok aránya | Mandátumok száma | Mandátumok aránya | Parlamenti szerepe |
| --------- | ---------------- | ----------------- | ---------------- | ----------------- | ------------------ |
| 2002-es   | 387 100          | 13,46%            | 25               | 16,67%            | ellenzék           |
| 2006-os   | 671 185          | 29,14%            | 50               | 33,33%            | kormánypárt        |
| 2010-es   | 880 111          | 34,80%            | 62               | 41,33%            | ellenzék           |
| 2012-es   | 1 134 280        | 44,42%            | 83               | 55,33%            | kormánypárt        |
| 2016-os   | 737 481          | 28,28%            | 49               | 32,67%            | kormánypárt        |
| 2020-as   | 527 172          | 18,29%            | 38               | 25,33%            | ellenzék           |
| 2023-as   | 681 017          | 22,95%            | 42               | 28%               | kormánypárt        |

#### A szavazatok területi megoszlása

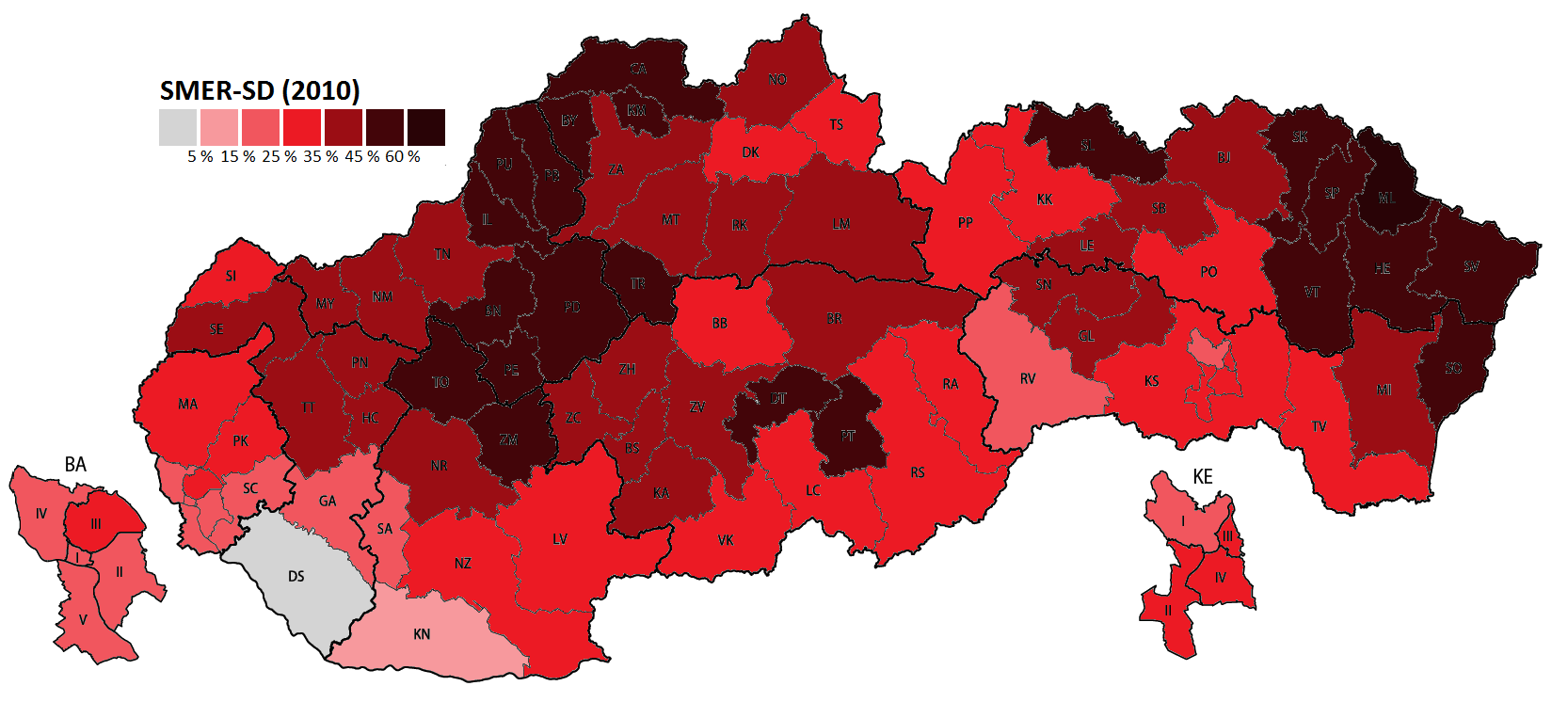
A Smer által elért százalékos eredmény Szlovákia egyes járásaiban a 2010-es parlamenti választáson
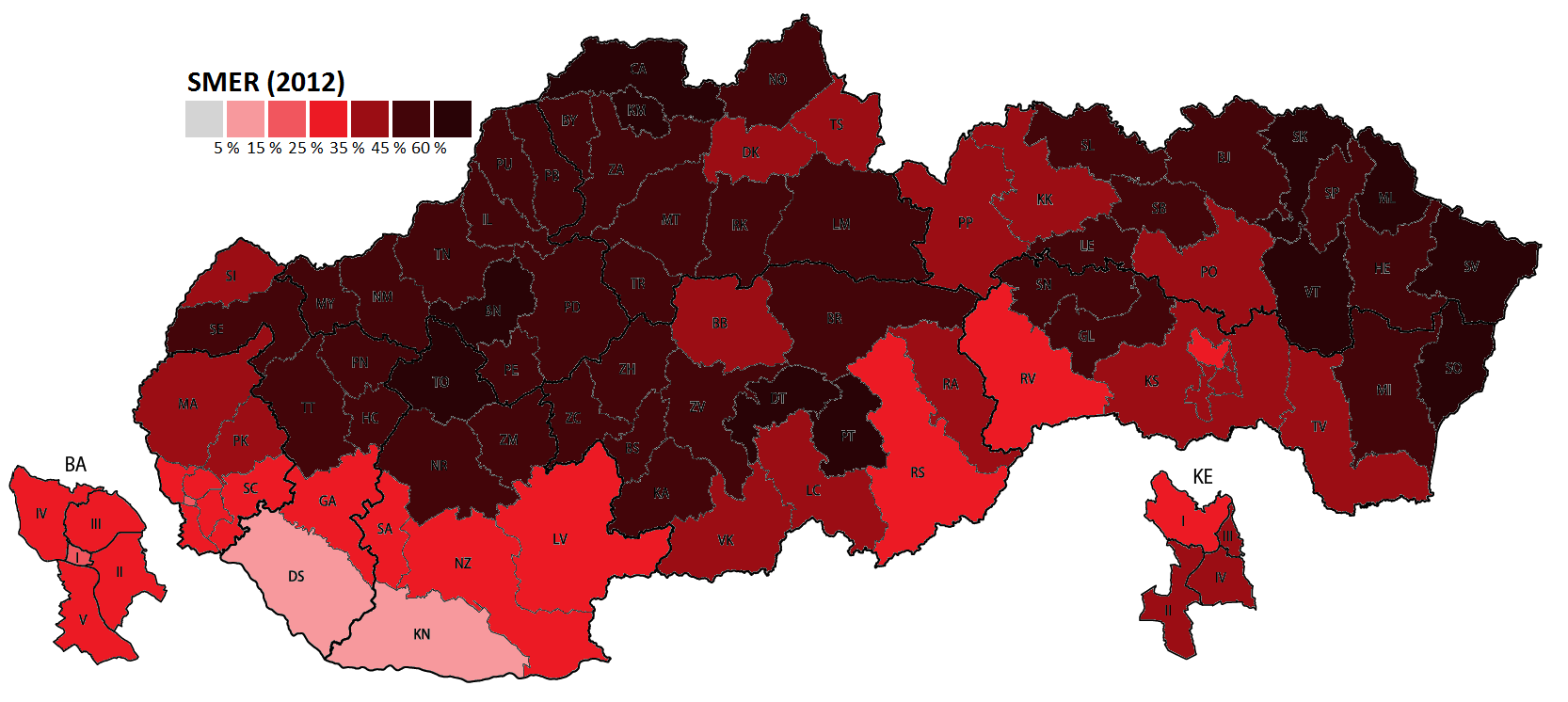
A Smer által elért százalékos eredmény Szlovákia egyes járásaiban a 2012-es parlamenti választáson
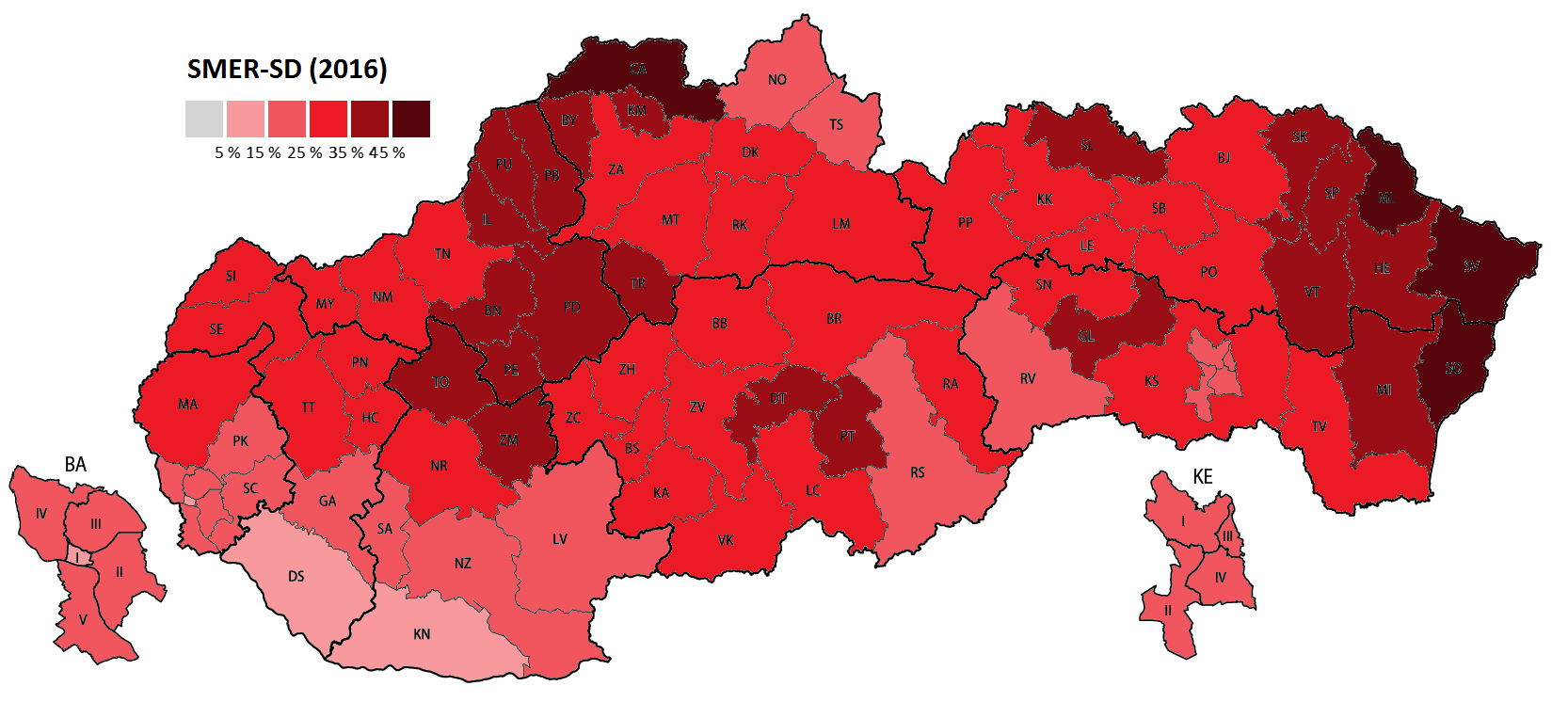
A Smer által elért százalékos eredmény Szlovákia egyes járásaiban a 2016-os parlamenti választáson
A Smer által elért százalékos eredmény Szlovákia egyes járásaiban a 2020-as parlamenti választáson
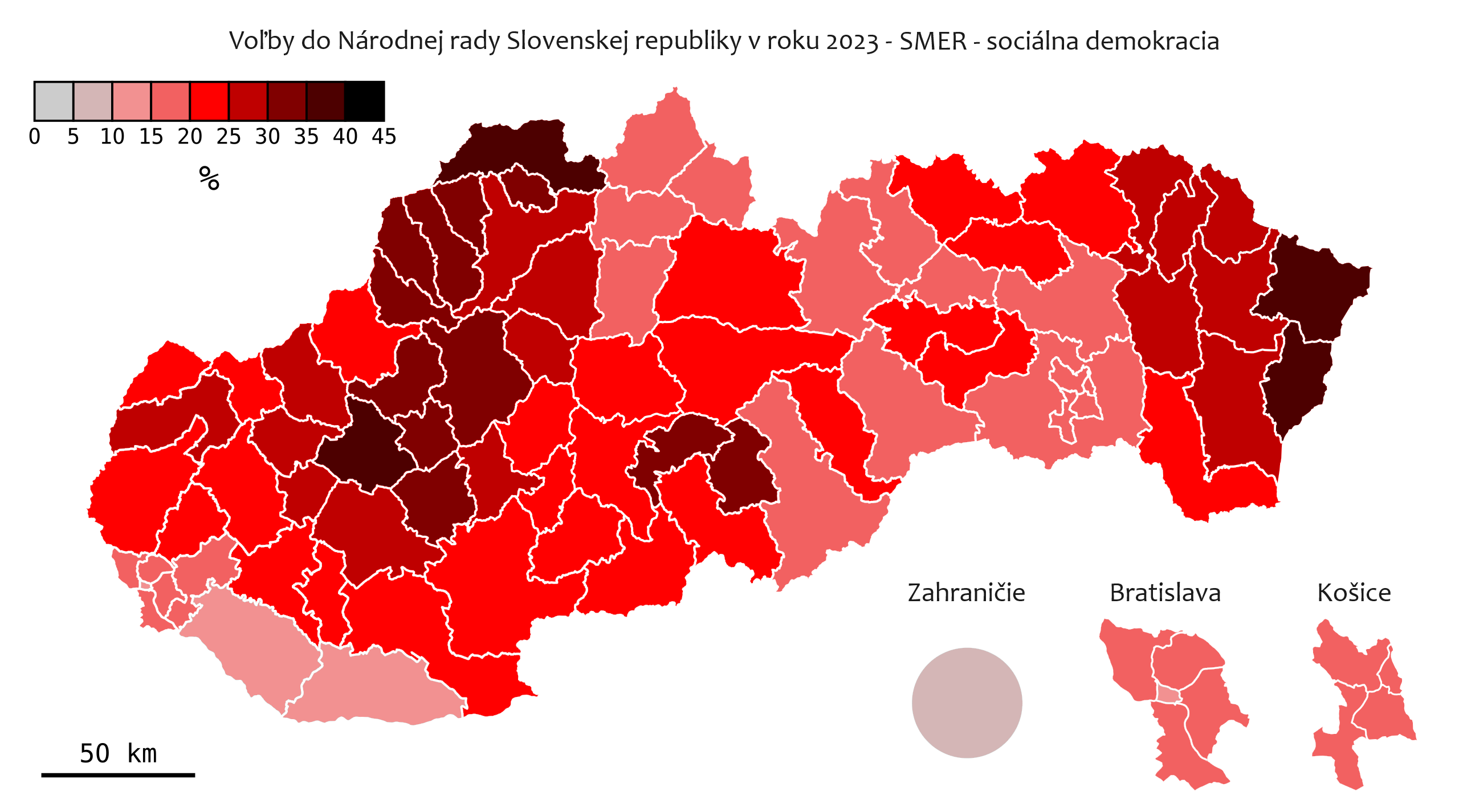
A Smer által elért százalékos eredmény Szlovákia egyes járásaiban a 2023-as parlamenti választáson

### Európai parlamenti választások
| Választás | Szavazatok száma | Szavazatok aránya | Mandátumok száma |
| --------- | ---------------- | ----------------- | ---------------- |
| 2004-es   | 118 535          | 16,90%            | 3                |
| 2009-es   | 264 722          | 32,02%            | 5                |
| 2014-es   | 135 189          | 24,10%            | 4                |
| 2019-es   | 154 996          | 15,72%            | 3                |
| 2024-es   | 365 794          | 24,77%            | 5                |

### Elnökválasztások
| Választás | Jelölt           | 1. forduló       | 1. forduló        | 1. forduló | 2. forduló       | 2. forduló        | 2. forduló |
| Választás | Jelölt           | Szavazatok száma | Szavazatok aránya | Helyezés   | Szavazatok száma | Szavazatok aránya | Helyezés   |
| --------- | ---------------- | ---------------- | ----------------- | ---------- | ---------------- | ----------------- | ---------- |
| 2004      | Ivan Gašparovič  | 442 564          | 22,28%            | 2.         | 1 079 592        | 59,91%            | 1.         |
| 2009      | Ivan Gašparovič  | 876 061          | 46,71%            | 1.         | 1 234 787        | 55,53%            | 1.         |
| 2014      | Robert Fico      | 531 919          | 28,01%            | 1.         | 893 841          | 40,61%            | 2.         |
| 2019      | Maroš Šefčovič   | 400 379          | 18,66%            | 2.         | 752 403          | 41,59%            | 2.         |
| 2024      | Peter Pellegrini | 834 718          | 37,03%            | 2.         | 1 409 255        | 53,12%            | 1.         |

## Lásd még
- Szlovákia politikai élete

## Fordítás
Ez a szócikk részben vagy egészben  a   Direction – Social Democracy című angol Wikipédia-szócikk ezen változatának fordításán alapul.  Az eredeti cikk szerkesztőit annak laptörténete sorolja fel. Ez a jelzés csupán a megfogalmazás eredetét és a szerzői jogokat jelzi, nem szolgál a cikkben szereplő információk forrásmegjelöléseként.

## Külső linkek
- A párt hivatalos honlapja (in Slovak)
- A SMER a szlovák belügyminisztérium pártnyilvántartásában[halott link] (Szlovákul)